# Axel Malmgren
Axel Petter Malmgren, född 28 augusti 1857 i Lund, död 21 januari 1901 i Enköping, var en svensk bildkonstnär. 

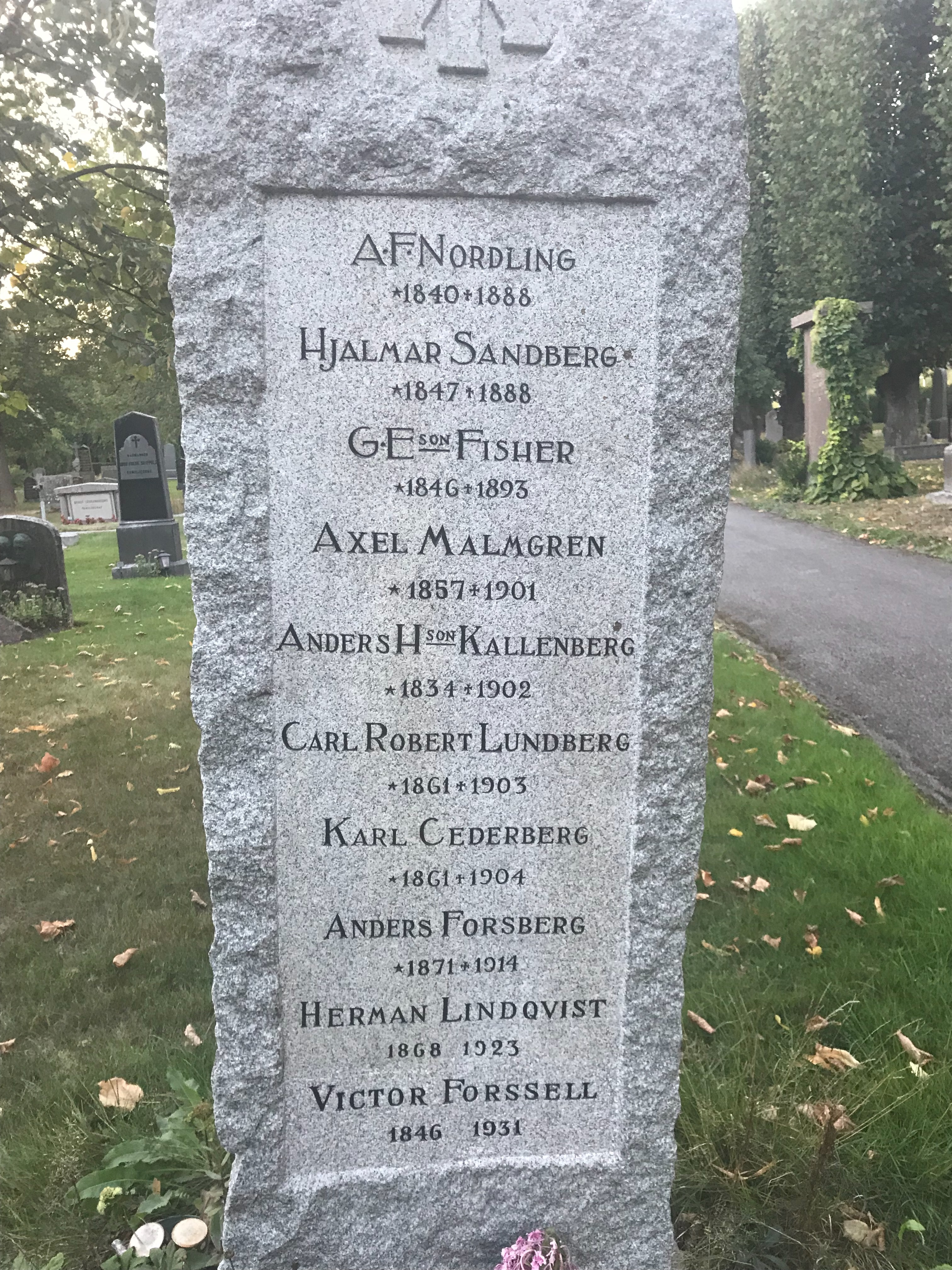
Gravvård Norra begravningsplatsen

Han har målade genremotiv och interiörer och även  landskap. Han arbetade flera år från 1889 som restaurator vid Nationalmuseum i Stockholm.
Malmgren var elev vid Konstakademien i Stockholm 1879-1883. Han studerade tavelrestaurering under A. Hauser i München 1887-89. Han var teckningslärare vid Katarina folkskola i Stockholm 1883-1887, och från 1889. Malmgren finns representerad vid Nationalmuseum i Stockholm.